# Били Шиън
Били Шиън (на английски: Billy Sheehan) е американски рокмузикант – баскитарист, роден през 1953 година.
Шиън е най-известен като съосновател и баскитарист на славната хардрок група Мистър Биг с която издава седем студийни албума в периода 1989 – 2011 година. Преди това, името му излиза на преден план в средата на 1980-те, когато се присъединява към много популярния по това време бивш вокалист на Ван Хален Дейвид Лий Рот за два от соловите му албуми. През 2000-те, Шиън блести на световните сцени с групата на виртуоза Стив Вай.
В годишните анкети на авторитетното списание Guitar Player, читателите избират Били Шиън пет пъти за баскитарист на годината.

## Кариера
Първата сериозна формация на Били Шиън е клубната група Талас, която придобива голяма популярност в родния град Бъфало и дори в североизточната част на Съединените щати в края на 1970-те години. През 1979 година, те издават дебютния си едноименен албум от който излиза регионалния хит сингъл „See Saw“. По това време, Шиън написва първите си бъдещи големи хитове, а именно „Shy Boy“, презаписана по-късно с Дейвид Лий Рот и френетичната „Addicted to that Rush“, придобила световна известност след презаписването ѝ с Мистър Биг за дебютния им албум.
В края на 1970-те години, Талас са подгряваща група за концерта в Бъфало на звездната тогава формация UFO с легендарния китарист Майкъл Шенкер в състава си. Тогава Шиън и Шенкер се запознават, което спомага за привличането на Били като концертиращ член на UFO през 1982 – 1983 година.
Широкото представяне на Талас пред публиката в национален мащаб се осъществява през 1980 година, когато групата е избрана да подгрява 30 концерта от турнето на супер-звездите Ван Хален. Вероятно тук, тогавашният вокалист на Ван Хален Дейвид Лий Рот е впечатлен и няколко години по-късно, привлича Шиън за басист за първите два албума на соловата си формация. В този период, Били се сработва с младата тогава китарна звезда Стив Вай, който също се озовава в групата на Дейвид Лий Рот. Години по-късно, през 2000-те, Шиън ще бъде концертиращ член на групата на Вай.
Изградил си вече солидна репутация, в края на 1980-те години, Били започва да мисли отново за създаването на собствена група, след годините прекарани като наемен музикант. С помощта на Майк Върни от музикалната компания „Шрапнел Рекърдс“, той се среща с Ерик Мартин, което довежда до сформирането на Мистър Биг и последвалото изстрелване на музикантите до ранга на световни рок звезди в началото на 1990-те години.
В края на 1990-те и през 2000-те години, успоредно с останалите си ангажименти, Били Шиън взема участие и в сформираното през 1996 нео-фюжън трио Ниацин.

## Били Шиън в България
До 2013 година, Били Шиън е излизал пред българска публика три пъти. Първото му посещение на страната става като концертиращ член на групата на китарния виртуоз Стив Вай. Представлението се състои на 16 ноември 2005 година в зала 1 на Националния дворец на културата (НДК) в София.
Другите две посещения са с основната му група Мистър Биг. Концертите са съответно на 1 октомври 2009 година в зала „Универсиада“, София и на 15 юни 2011 година в зала „Фестивална“ отново в София.

## Дискография

### С Талас
- 1979: „Talas“
- 1982: „Sink Your Teeth Into That“
- 1983: „High Speed On Ice“
- 1990: „Talas Years“
- 1998: „If We Only Knew Then What We Know Now“
- 1998: „Live In Buffalo“

### С Тони Макълпайн
- 1986: Edge of Insanity

### С Дейвид Лий Рот
- 1986: „Eat 'Em and Smile“ - (2х платинен албум в САЩ, златен албум във Великобритания)
- 1988: „Skyscraper“ - (платинен албум в САЩ, златен албум във Великобритания)

### С Мистър Биг
- 1989: „Mr. Big“ - (златен албум в Япония)
- 1991: „Lean Into It“ - (платинен албум в САЩ, златен албум в Япония, златен албум в Германия)
- 1993: „Bump Ahead“ - (златен албум в Япония)
- 1996: „Hey Man“ - (златен албум в Япония)
- 2000: „Get Over It“ - (златен албум в Япония)
- 2001: „Actual Size“
- 2011: „What If...“

### С Ниацин
- 1996: Niacin
- 1997: Live
- 1998: High Bias
- 2000: Live! Blood, Sweat & Beers
- 2000: Deep
- 2001: Time Crunch
- 2005: Organik
- 2013: Krush

### Соло
- 2001: „Compression“
- 2005: „Cosmic Troubadour“
- 2006: „Prime Cuts“
- 2009: „Holy Cow“